# Раббан Ормизд
Раббан Ормизд или Раббан Гормизда (сир. ܪܒܢ ܗܪܡܙܕ , VII век, Персия) — монах несторианской церкви, святой Халдейской католической церкви, живший в VII веке в Персии. Основатель монастыря Раббана Ормизда, названного его именем.

## Биография
Согласно монаху Симону монастыря святого Раббана Ормизда, написавшего в XII веке агиографическое сочинение о жизни Раббана Ормизда, святой Ормизд родился в конце V — начале VII века в Бет-Лапате (сегодня — Гундешапур) в богатой христианской семье. В возрасте 18 лет он отправился в Египет, где в Вади-Натруне присоединился к монахам. В Вади-Натруне он проводил суровую аскетическую жизнь и стал известен своими чудесами.
Когда ему было около 65 лет, он вернулся в Персию и, поселившись на горе возле современного Алькаша, основал здесь монастырь, который существует до нашего времени.
В конце своей жизни Раббан Ормизд неоднократно вступал в богословские споры с монахами, жившими в монастыре Мар Маттаи, который принадлежал к Сиро-яковитской церкви.

## Прославление
Память святого Раббана Ормизды отмечается в Халдейской католической церкви во второе воскресенье после Пасхи .